# Palazzo Comunale (Pola)
Il Palazzo Comunale (Komunalna palača in croato) è un edificio sito in piazza del Foro romano nel centro della città croata di Pola.

## Storia
L'edificio fu costruito nel 1296, come attesta un'iscrizione sulla facciata, e fu danneggiato dai genovesi nel 1379. Restaurato, fu nuovamente ricostruito nel 1651 in seguito ad un crollo. Più volte ristrutturato nel corso del XVIII e XIX secolo, presenta una commistione di stili che vanno dal romanico al gotico al rinascimentale.

## Descrizione
La facciata, in stile tardo-rinascimentale, presenta quattro arcate, delle quali le mediane sono più strette. Sotto la loggia, oltre agli stemmi di podestà veneziani, è raffigurato un leone marciano, sul doppio finestrone del 1502, e a destra della loggia stessa si trova un  bassorilievo di Bartolomeo dei Vitrei, podestà di Pola alla fine del XIII secolo. Agli angoli della struttura compaiono i rilievi di una sirena e di Telamone. Nel lato destro dell'edificio sono incorporati i resti di un tempio romano.